# 尼古拉·诺维奇科夫
尼古拉·弗拉基米罗维奇·诺维奇科夫（俄语：Николай Владимирович Новичков，羅馬化：Nikolay Vladimirovich Novichkov，1974年12月24日—）是俄罗斯政治人物，第八届国家杜马代表。
1995年，诺维奇科夫成为由“改革”国际基金组织的全俄学生竞赛“俄罗斯未来总理”的获胜者之一。1990年代下半叶，他是俄罗斯社区大会的成员。1996年加入马丁·沙库姆领导的俄罗斯社会人民党。1998年，他被任命为“祖国”运动（Native Fatherland）副主席，但于2006年被开除党籍。1998年至2009年，他在国立管理大学教授管理学基础。 2000年代末，诺维奇科夫担任政治家、祖国党领导人之一亚历山大·巴巴科夫的顾问。2009年至2012年，诺维奇科夫担任全国志愿者组织协会（NADO）主席。 2010-2012年任高等经济大学彼尔姆分院教授。 2017年，他担任诺夫哥罗德州州长安德烈·尼基京的顾问。2021年9月起担任第八届国家杜马代表。

## 制裁
诺维奇科夫于2022年因俄乌战争而受到英国政府制裁。